# Bhagawan
Bhagawan, bhagwan (sanskryt: भगवान् Bhagavān; hindi: भगवान Bhagvān) – w hinduizmie, a szczególnie w wisznuizmie, najwyższy i osobowy aspekt Absolutu. Posiada transcendentalną formę pełną wieczności (sat), wiedzy (cit) i szczęścia (ananda). Jest najwyższym Brahmanem (Parabrahmanem) i źródłem Paramatmy.
Według Paraśary Muniego, autora Wisznpurany, bhagawan posiada nieskończone piękno, wiedzę, majętność, siłę, sławę i wyrzeczenie. Majestat Bhagawana przejawia się w formie Narajana (Pana Panów i Boga bogów), który kontroluje materialny wszechświat jako jeden z purusza awaratów (Karanodakaśaji Wisznu, Garbhodakaśaji Wisznu lub Ksirodakaśaji Wisznu).

iśvarah paramah krsnah sac-cid-ananda-vigrahah
anadir adir govindah sarva-karana-karanam
Najwyższym Panem jest Osoba Boga Śri Krsna
– pierwotny Pan o transcendentnym ciele,
ostateczna przyczyna wszystkich przyczyn.
Składam hołd temu pierwotnemu Panu Govindzie

Bhagawan ma moc stwarzania żywych istot, w których przebywa później jako paramatma. Bhagawan posiada transcendentalne cechy, w odróżnieniu od Brahmana, który jest tych cech pozbawiony (nirguna).
Zdaniem wyznawców Boga osobowego doświadczenie Bhagawana poprzez wiarę i praktykę, pozwala jednocześnie doświadczyć pozostałych aspektów Absolutu: Paramatmy i Brahmana, które są nierozdzielne z Bhagawanem.

## Kryszna jako bhagawan
Według krysznaitów pierwotną formą (swarupa) Bhagawana jest Kryszna – chłopiec-pasterz z Vrindavanu. Jego towarzyszka, Radha, jest jego najwyższą energią (nazywaną paraśakti, swarupaśakti lub antarangaśakti).
W Bhagawadgicie każda wypowiedź Kryszny poprzedzona jest wyrażeniem śri bhagawan uwaća („Bhagawan rzekł”), a on sam mówi „nie ma prawdy wyższej ode mnie” (Bg.7.7), o czym mowa jest też w Brahma Sanhicie: „Kryszna, który posiada transcendentną formę uosabiającą wieczność, szczęście i wiedzę, jest najwyższym kontrolerem”. Z kolei Bhagawatam mówi, że wszystkie awatary pochodzą od Bhagawana.
Imiona Bhagawana występują w bardzo dużej liczbie w literaturze hinduistycznej, a wiążą się z jego czynami. Zgodnie z Paraśarą Munim imię Kryszna jest najwyższym i według niego znaczy ono Wszechatrakcyjny.